# سیندی
سیندی (به استونیایی: Sindi) یکی از شهرهای کشور استونی است.
این شهر در سال ۲۰۱۱ میلادی ۴٬۰۷۶ نفر جمعیت داشته است.

## نگارخانه

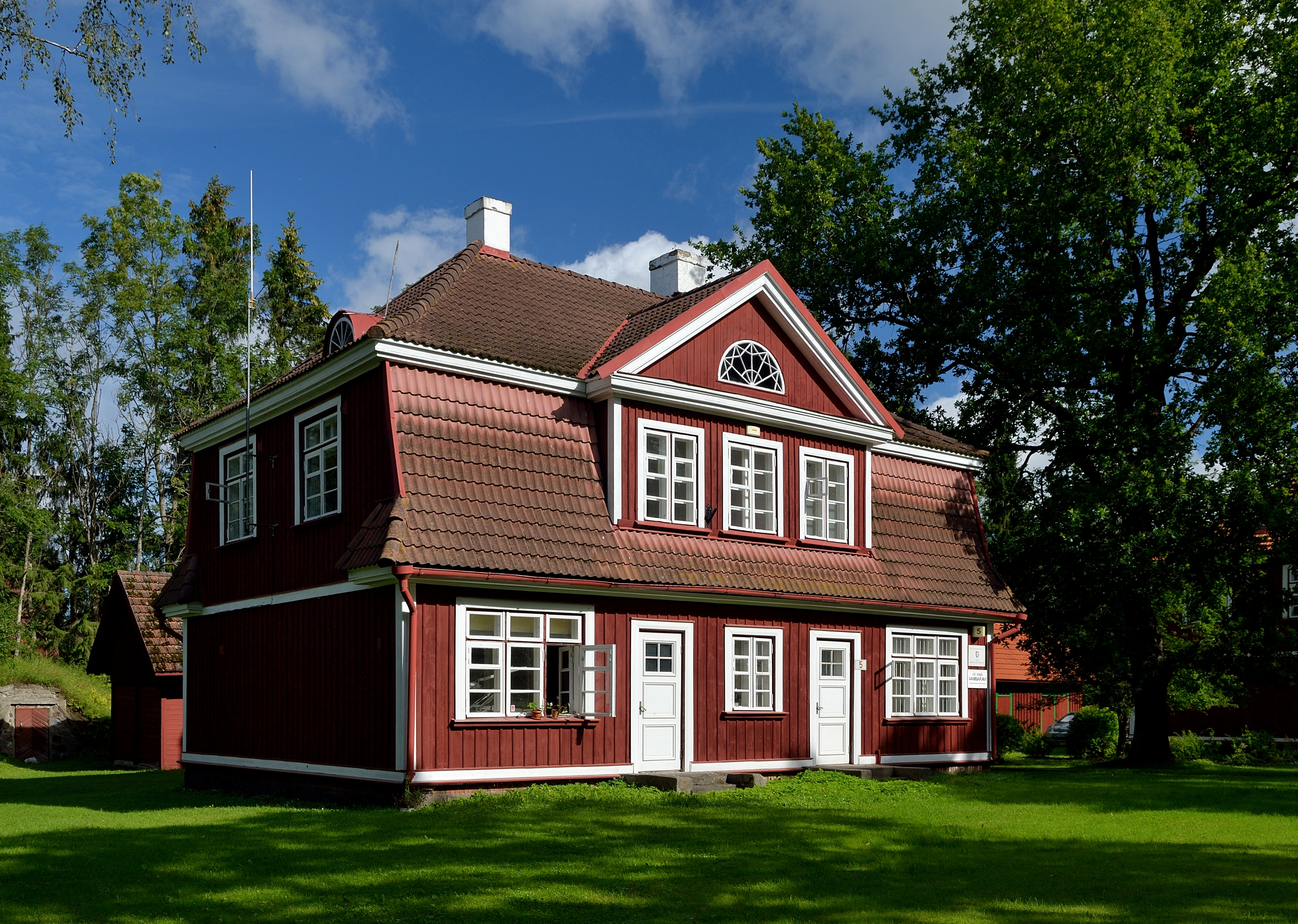
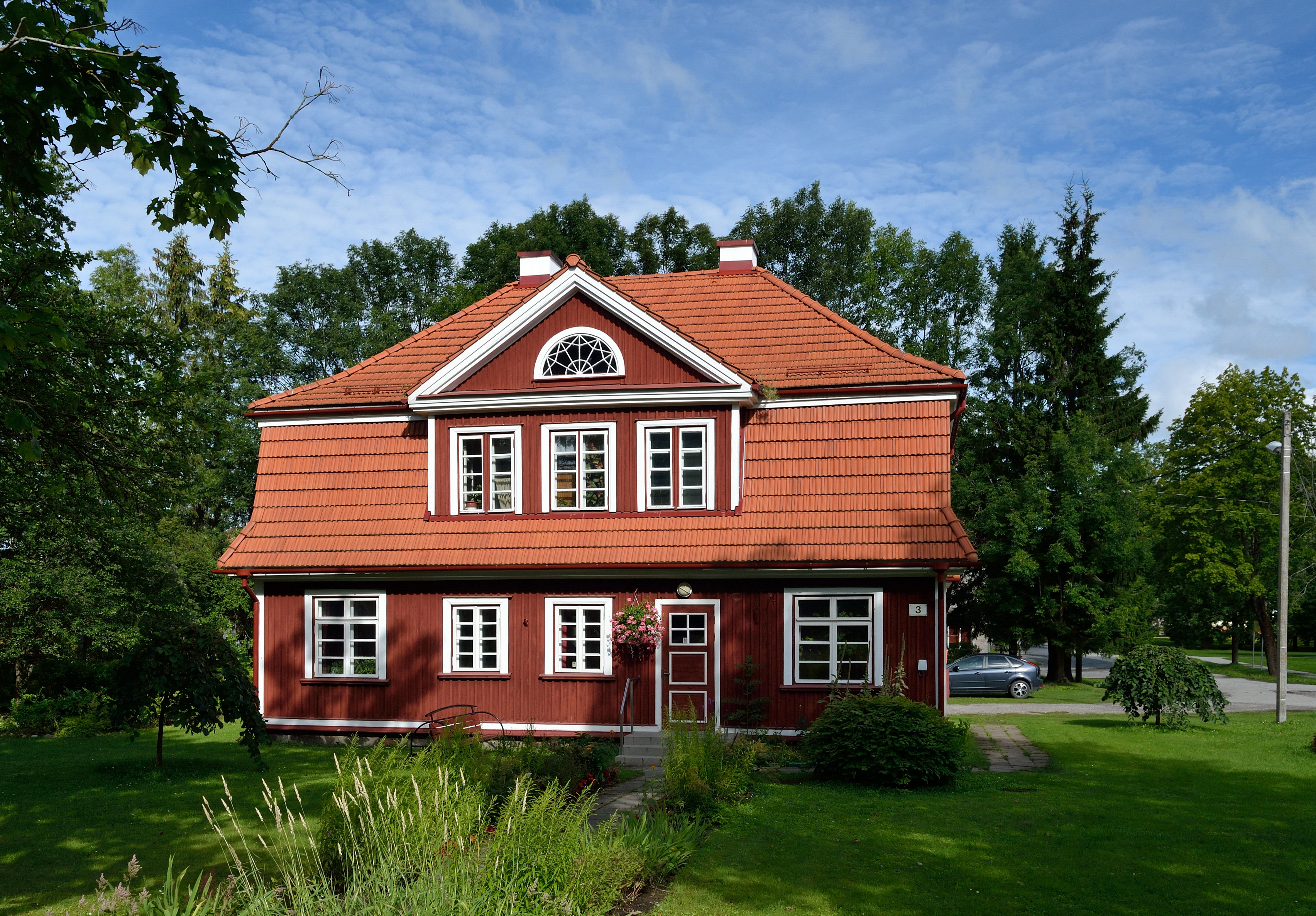
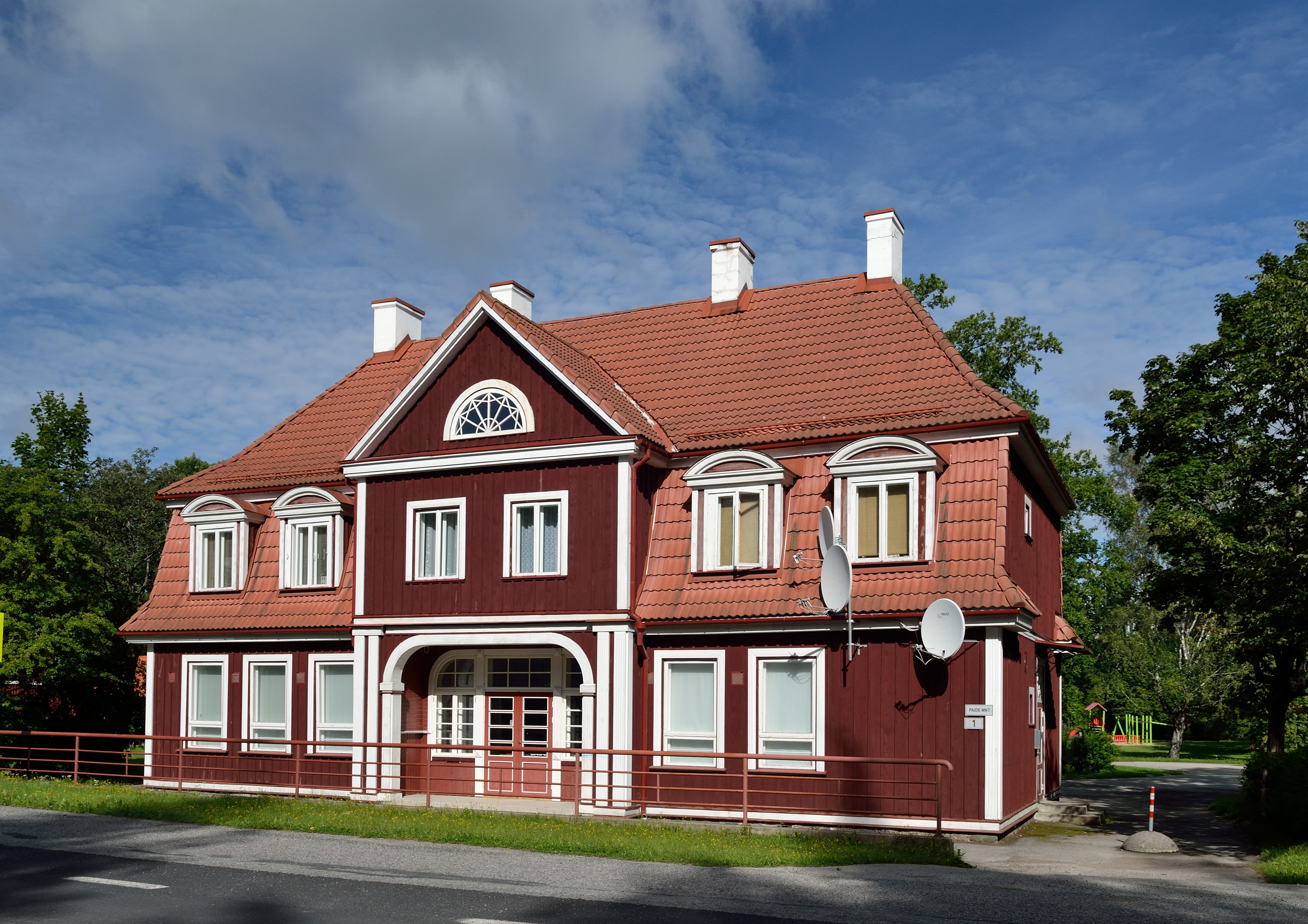